# William Ernest Castle
William Ernest Castle (* 25. Oktober 1867 in Ohio; † 3. Juni 1962 in Berkeley, Kalifornien) war ein US-amerikanischer Genetiker.

## Leben und Wirken
William E. Castle wurde auf einer Farm in Ohio als eines von sechs Kindern geboren und hatte schon als Junge großes Interesse an der Pflanzen- und Tierwelt. Nach seinem Abschluss an der Denison University in Granville, Ohio wurde er Lateinlehrer an der Ottawa University in Ottawa, Kansas. Hier veröffentlichte er eine erste Schrift über die Blütenpflanzen der Umgebung. Sein Interesse an der Biologie veranlasste ihn 1892, an die Harvard University zu gehen, wo er sich der Zoologie zuwandte. Er promovierte 1895 und unterrichtete anschließend jeweils ein Jahr lang Zoologie an der University of Wisconsin und am Knox College in Galesburg in Illinois.
1896 heiratete er Clara Sears Bosworth, mit der er in den folgenden Jahren drei Söhne bekam.
Castle ging 1897 nach Harvard zurück und konzentrierte sich auf Embryologie. Nachdem 1900 die mendelschen Regeln wiederentdeckt wurden, wandte er sich der Genetik zu. Er war der Erste, der die Taufliege Drosophila melanogaster als Untersuchungsobjekt verwendete. Seine Arbeiten veranlassten Thomas Hunt Morgan, die Fliegen zu verwenden. Er selbst wandte sich jedoch wieder den Säugetieren zu und arbeitete vor allem mit Mäusen, Ratten, Kaninchen und Meerschweinchen, die auch heute noch als Versuchstiere verwendet werden.
1908 zog Castle von dem Museum für vergleichende Zoologie in das Bussey-Institut für angewandte Biologie in Jamaica Plain. 1916 war er einer der zehn Gründer der Zeitschrift Genetics.
Castle ging 1936, als das Bussey-Institut geschlossen wurde, als 70-Jähriger an die Universität von Kalifornien, wo ihm eine Stelle als Forscher für Säugetier-Genetik angeboten worden war.
Seine Arbeiten umfassen Studien zur Vererbung von Albinismus (1903) und zu den mendelschen Gesetzen. Er veröffentlichte 242 Artikel, drei Bücher und ein Laborhandbuch für Genetiker. 1900 wurde er in die American Academy of Arts and Sciences, 1910 in die American Philosophical Society und 1915 in die National Academy of Sciences gewählt.

## Werke
- Die Veröffentlichungen von W. E. Castle (englisch)